# Porte de Saint-Ouen
Porte de Saint-Ouen - stacja linii nr 13 metra  w Paryżu. Stacja znajduje się pomiędzy 17. a 18. dzielnicą Paryża. Została otwarta 26 lutego 1911.